# Rivello
Rivello é uma comuna italiana da região da Basilicata, província de Potenza, com cerca de 3.010 habitantes. Estende-se por uma área de 68 km², tendo uma densidade populacional de 44 hab/km². Faz fronteira com Casaletto Spartano (SA), Lagonegro, Maratea, Nemoli, Sapri (SA), Tortorella (SA), Trecchina.

## Demografia
| Variação demográfica do município entre 1861 e 2011                               |
|                                                                                   |
| Fonte: Istituto Nazionale di Statistica (ISTAT) - Elaboração gráfica da Wikipedia |